# Путиловка (Крым)
Пути́ловка (до 1945 года Янджо́, Янджу́; укр. Путилівка, крымскотат. Yancu, Янджу) — село в Бахчисарайском районе Крыма (согласно административно-территориальному делению Украины — в Голубинском сельском совете Автономной Республики Крым, согласно административно-территориальному делению РФ — в Голубинском сельском поселении Республики Крым).

## Современное состояние
В Путиловке 4 улицы, площадь, занимаемая селом, 49 гектаров, на которой в 129 дворах, по данным сельсовета, на 2009 год, числилось 319 жителей, входит в состав ЗАО (ранее совхоза) Ароматный. В Путиловке действуют фельдшерско-акушерский пункт,село связано с Бахчисараем автобусным сообщением.

## Население
| 2001 | 2014 |
| ---- | ---- |
| 320  | ↘312 |

Всеукраинская перепись 2001 года показала следующее распределение по носителям языка
| Язык             | Процент |
| ---------------- | ------- |
| русский          | 63.13   |
| украинский       | 17.19   |
| крымскотатарский | 2.19    |
| белорусский      | 1.56    |
| другие           | 0.62    |

### Динамика численности
| - 1542 год — 6 семей - 1805 год — 123 чел. - 1864 год — 397 чел. - 1886 год — 452 чел. - 1889 год — 473 чел. - 1892 год — 512 чел. - 1897 год — 559 чел. - 1915 год — 770/22 чел. | - 1902 год — 676 чел. - 1926 год — 659 чел. - 1939 год — 554 чел. - 1944 год — 556 чел. - 1989 год — 394 чел. - 2001 год — 320 чел. - 2009 год — 319 чел. - 2014 год — 312 чел. |

## География
Путиловка расположена в юго-восточной части района, в долине речки Суаткан, левого притока Бельбека, у подножия хребта Карлдо-Баир (максимальная высота — гора Ак-Яр-Баир — 743 м) Второй гряды Крымских гор, на шоссе 35Н-065 Богатое Ущелье — Чёрные Воды (по украинской классификации — С-0-10227), в 5 километрах от автодороги 35К-020 Бахчисарай — Ялта, высота центра села над уровнем моря 293 м. До Бахчисарая от села около 30 километров, ближайшая железнодорожная станция — Сирень — примерно в 23 километрах.

## История

### В составеМангупаиОсманской империи
Историческое название Путиловки — Янджо (есть вариант Янджу). По выводам историка Веймарна, поселение на месте Путиловки существовало уже в IX веке. Как и вся долина Суаткана, в средневековье входило в вотчину замка, располагавшегося в XIII—XV веках на горе Сандык-Кая. Остатки небольшой средневековой крепости сохранились на горе до наших дней.
После падения княжества Феодоро в 1475 году деревня вошла в состав Мангупского кадылыка Кефинского эялета (провинции) Османской империи. Деревня была маленькая: в 1520 году, по результатам османских переписей, в Янджу, приписанном к Инкирману учтено 7 семей, из которых 2 мусульманские. На 1542 год в деревне, подчинённой уже Мангупу, 3 немусульманских семьи, 3 мусульманских и трое взрослых неженатых мусульман. В 1652 году в джизйе дефтера Лива-и Кефе (османская налоговая ведомость), где перечислялись греки-христиане, подданные султана, деревня уже не упомянута. Всего упомянуто 43 землевладельца, все мусульмане, владевших 1238,5 дёнюмами земли. В ведомости Суворова о выведенных из Крыма христианах (от 18 сентября 1778 года), ни в ведомости митрополита Игнатия название Янджо не встречается. После обретения ханством независимости по Кючук-Кайнарджийскому мирному договору 1774 года «повелительным актом» Шагин-Гирея 1775 года селение было включено в Крымское ханство в состав Бакчи-сарайского каймаканства Мангупскаго кадылыка, что зафиксировано и в Камеральном описании Крыма 1784 года, где записаны две деревни Янчу и Другой Янчу — приходы-маале большого селения.

### В составеРоссиии новое время
После присоединения Крыма к России, (8) 19 февраля 1784 года, именным указом Екатерины II сенату, на территории бывшего Крымского Ханства была образована Таврическая область и деревня была приписана к Симферопольскому уезду (в правление Павла I — (1796—1801 год) — Акмечетский уезд Новороссийской губернии). По новому административному делению, после создания 8 (20) октября 1802 года Таврической губернии, Янджо включили в состав Махульдурской волости Симферопольского уезда.
По Ведомости о всех селениях в Симферопольском уезде состоящих с показанием в которой волости сколько числом дворов и душ… от 9 октября 1805 года, в Яндже в 27 дворах проживало 123 человека, исключительно крымских татар. На военно-топографической карте генерал-майора Мухина 1817 года дворов в деревне было 35. После реформы волостного деления 1829 года Янджу, согласно «Ведомости о казённых волостях Таврической губернии 1829 г», отнесли к Байдарской волости, а, после образования в 1838 году Ялтинского уезда, деревню передали в состав Богатырской волости. На карте 1836 года в деревне 78 дворов, как и на карте 1842 года.
В 1860-х годах, после земской реформы Александра II, деревня осталась в составе преобразованной Богатырской волости. Согласно «Списку населённых мест Таврической губернии по сведениям 1864 года», составленному по результатам VIII ревизии 1864 года, Янджо — казённая татарская деревня, с 397 жителями в 89 дворах и мечетью при колодцах. На трёхверстовой карте Шуберта 1865—1876 года в деревне Янджу обозначено 72 двора. На 1886 год в деревне, согласно справочнику «Волости и важнѣйшія селенія Европейской Россіи», проживало 352 человека в 73 домохозяйствах, действовали мечеть и школа. В 1889 году, согласно Памятной книжке Таврической губернии 1889 года жителей было 473 в 91 дворе (на верстовой карте 1890 года указано 74 двора с татарским населением).

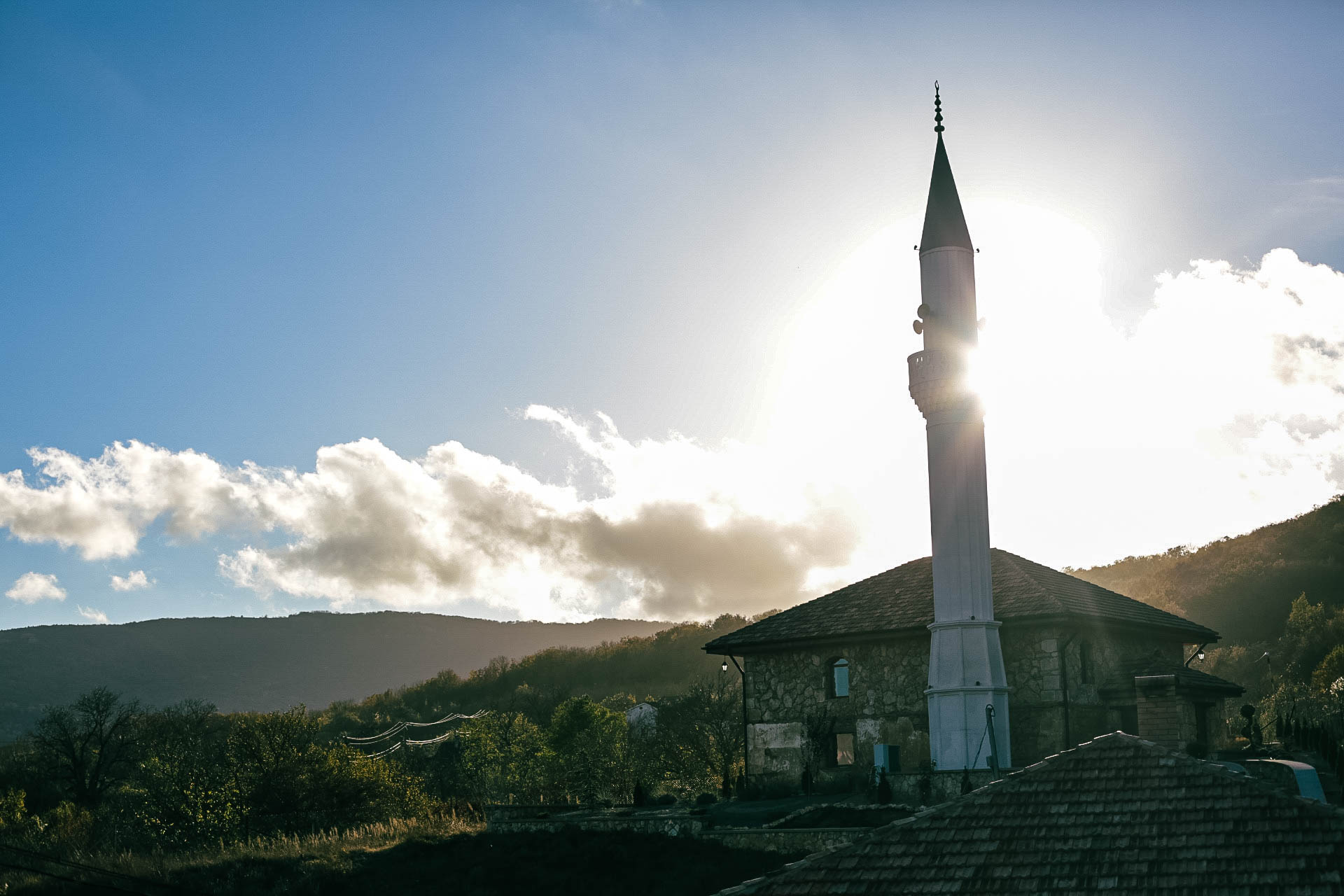
Восстановленная мечеть

После земской реформы 1890-х годов деревня осталась в составе Богатырской волости. Согласно «…Памятной книжке Таврической губернии на 1892 год», в деревне Янджо, входившей в Фотисальское сельское общество, было 512 жителей в 81 домохозяйстве, владевшие 208 десятинами и 1025 кв. саженями собственной земли. Также, совместно с другими 13 деревнями Коккозского округа, жители имели в общем владении ещё 13 000 десятин. Всероссийская перепись 1897 года зафиксировала в Янджо 559 человек, все крымские татары. По «…Памятной книжке Таврической губернии на 1902 год» в деревне Анджо, входившей в Фотисальское сельское общество, числилось 676 жителей в 90 дворах и записано, что земля находилась в личной собственности жителей под фруктовыми садами и пашнями. По Статистическому справочнику Таврической губернии. Ч.II-я. Статистический очерк, выпуск восьмой Ялтинский уезд, 1915 год, в селе Янджо Богатырской волости Ялтинского уезда, числилось 153 двора с татарским населением в количестве 770 человек приписных жителей и 22 — «посторонних». Во владении было 236 десятин земли, с землёй были 129 дворов и 24 безземельных. В хозяйствах имелось 80 лошадей, 30 волов, 60 коров, 120 телят и жеребят и 150 голов мелкого скота и 2 вакуфных участка: один — Пятивременной мечети (Пятивременная мечеть — мечеть, в которой мулла избирается из наиболее авторитетных прихожан, но не получивший указ на духовное звание) и некоего Абдулы Эсаата.
После установления в Крыму Советской власти, по постановлению Крымревкома от 8 января 1921 года была упразднена волостная система и село вошло в состав Коккозского района Ялтинского уезда (округа). Постановлением Крымского ЦИК и Совнаркома от 4 апреля 1922 года Коккозский район был выделен из Ялтинского округа и сёла переданы в состав Бахчисарайского района Симферопольского округа. 11 октября 1923 года, согласно постановлению ВЦИК, в административное деление Крымской АССР были внесены изменения, в результате которых округа (уезды) были ликвидированы, Бахчисарайский район стал самостоятельной единицей и село включили в его состав. Согласно Списку населённых пунктов Крымской АССР по Всесоюзной переписи 17 декабря 1926 года, в селе Янджо, центре Янджинского сельсовета Бахчисарайского района, имелось 145 дворов, из них 140 крестьянских, население составляло 659 человек (301 мужчина и 358 женщин). В национальном отношении учтено: 607 крымских татар, 38 русских, 1 немец, 13 записаны в графе «прочие», действовала татарская школа. В 1935 году был создан новый Фотисальский район, в том же году (по просьбе жителей), переименованный Куйбышевский, которому переподчинили село. По данным всесоюзной переписи населения 1939 года в селе проживало 554 человека.

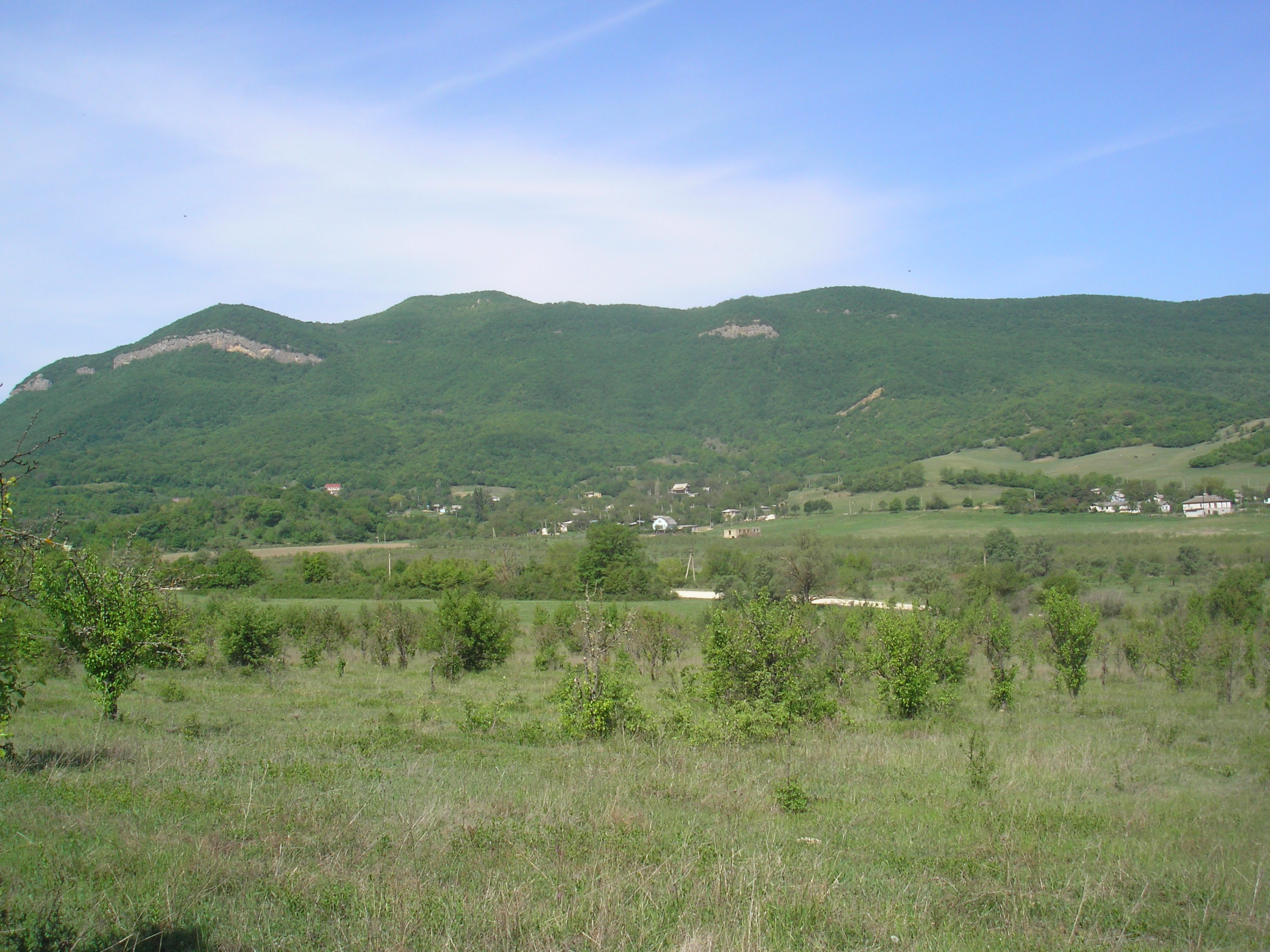
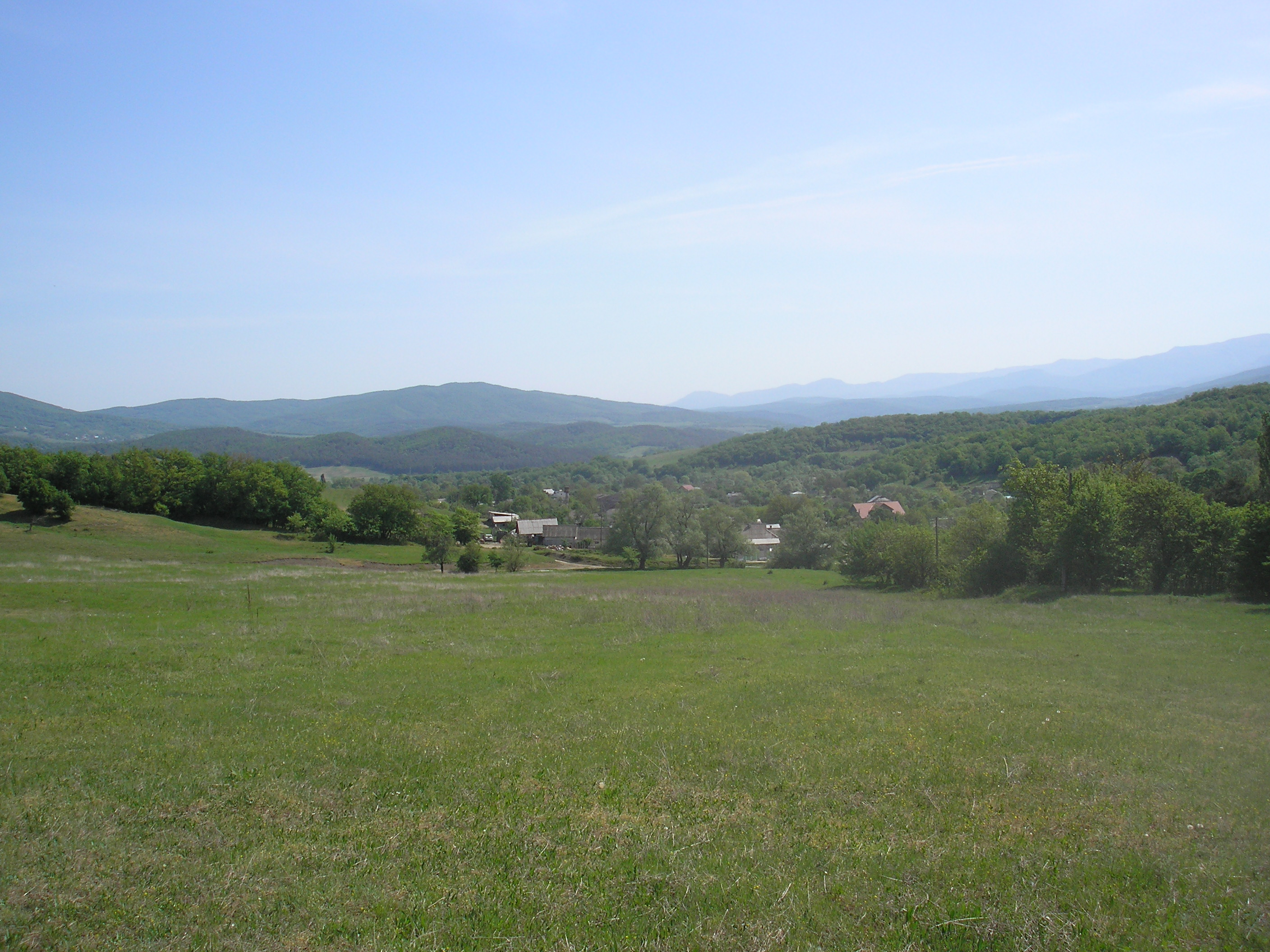
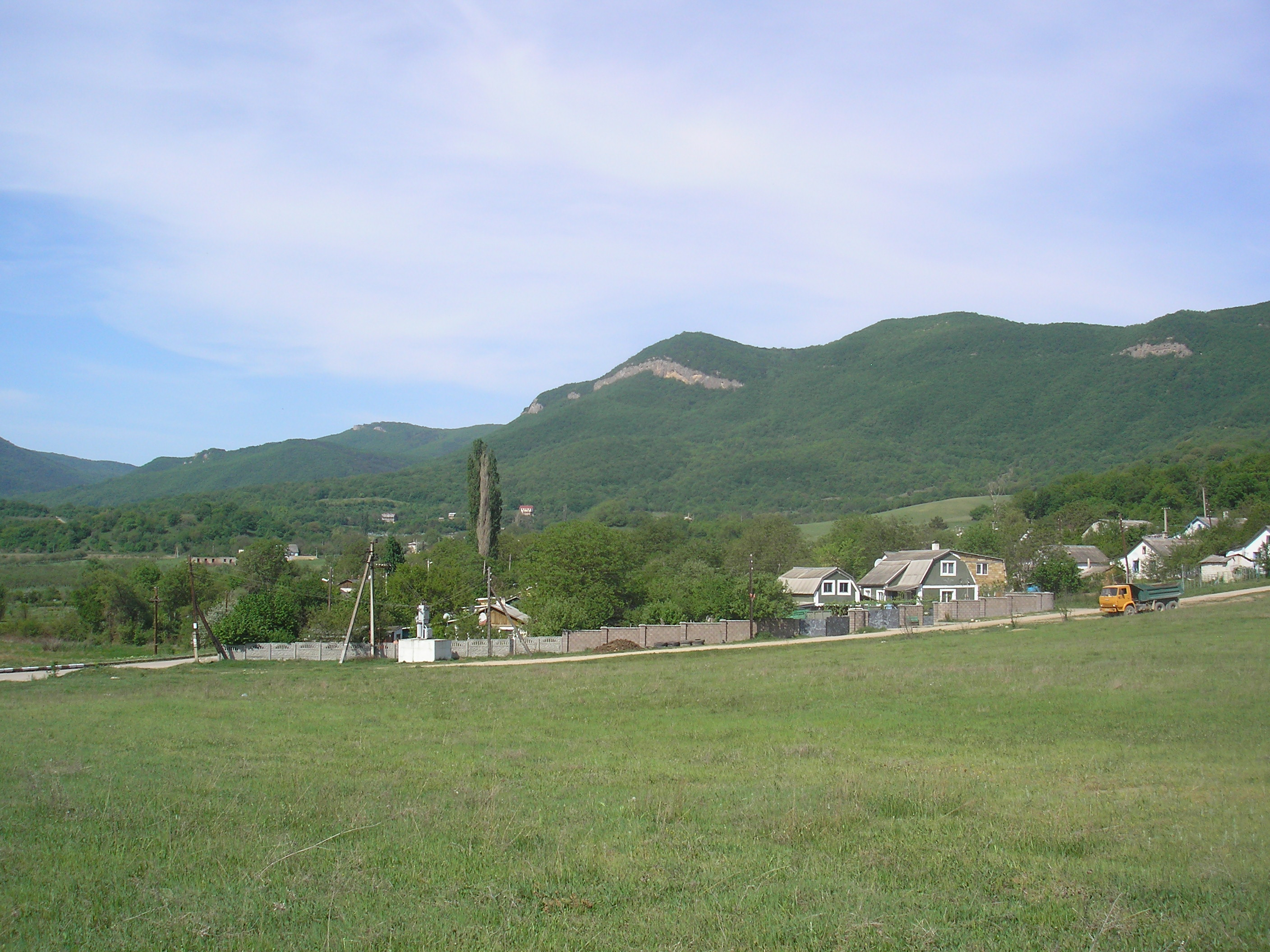
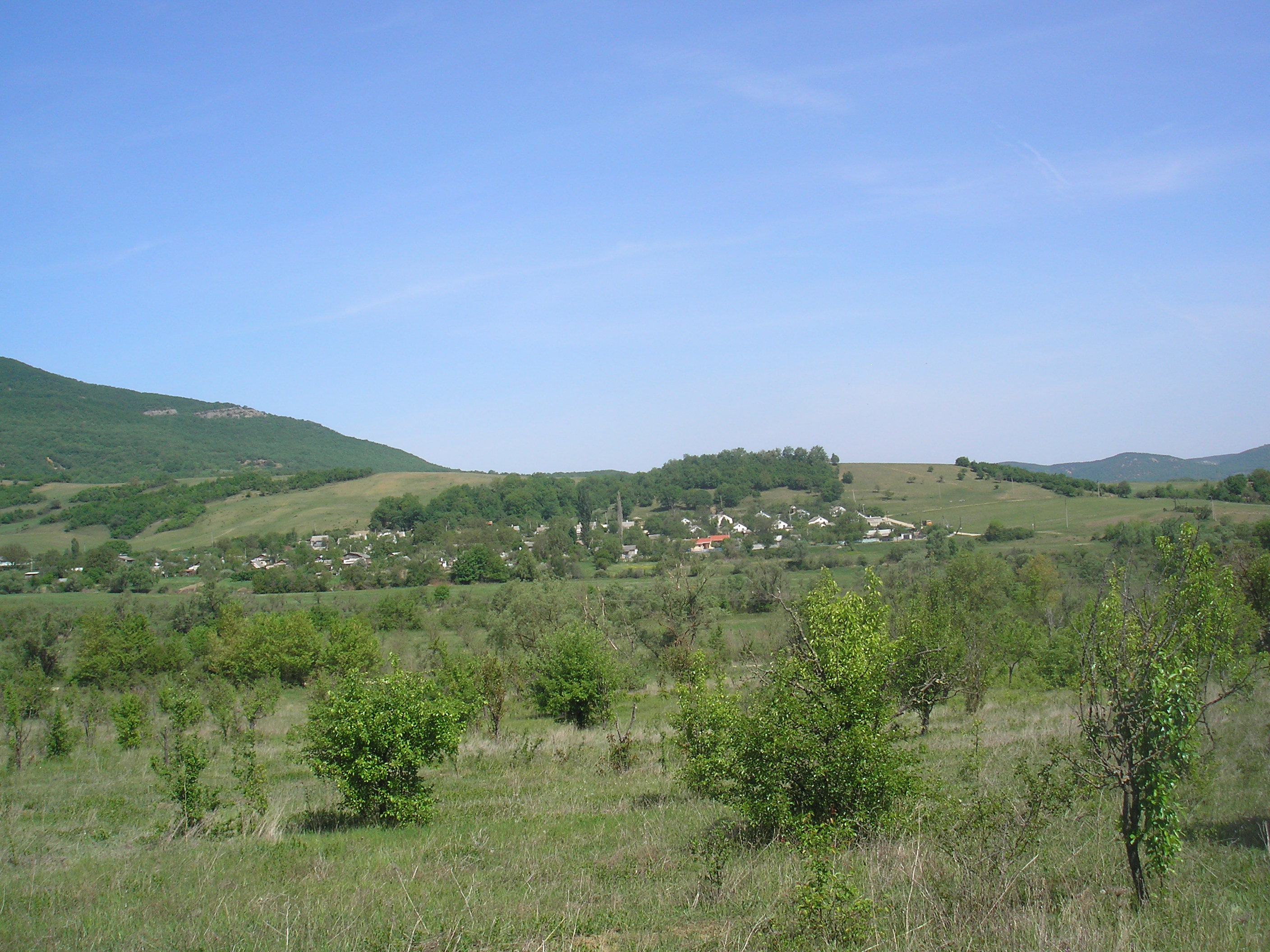
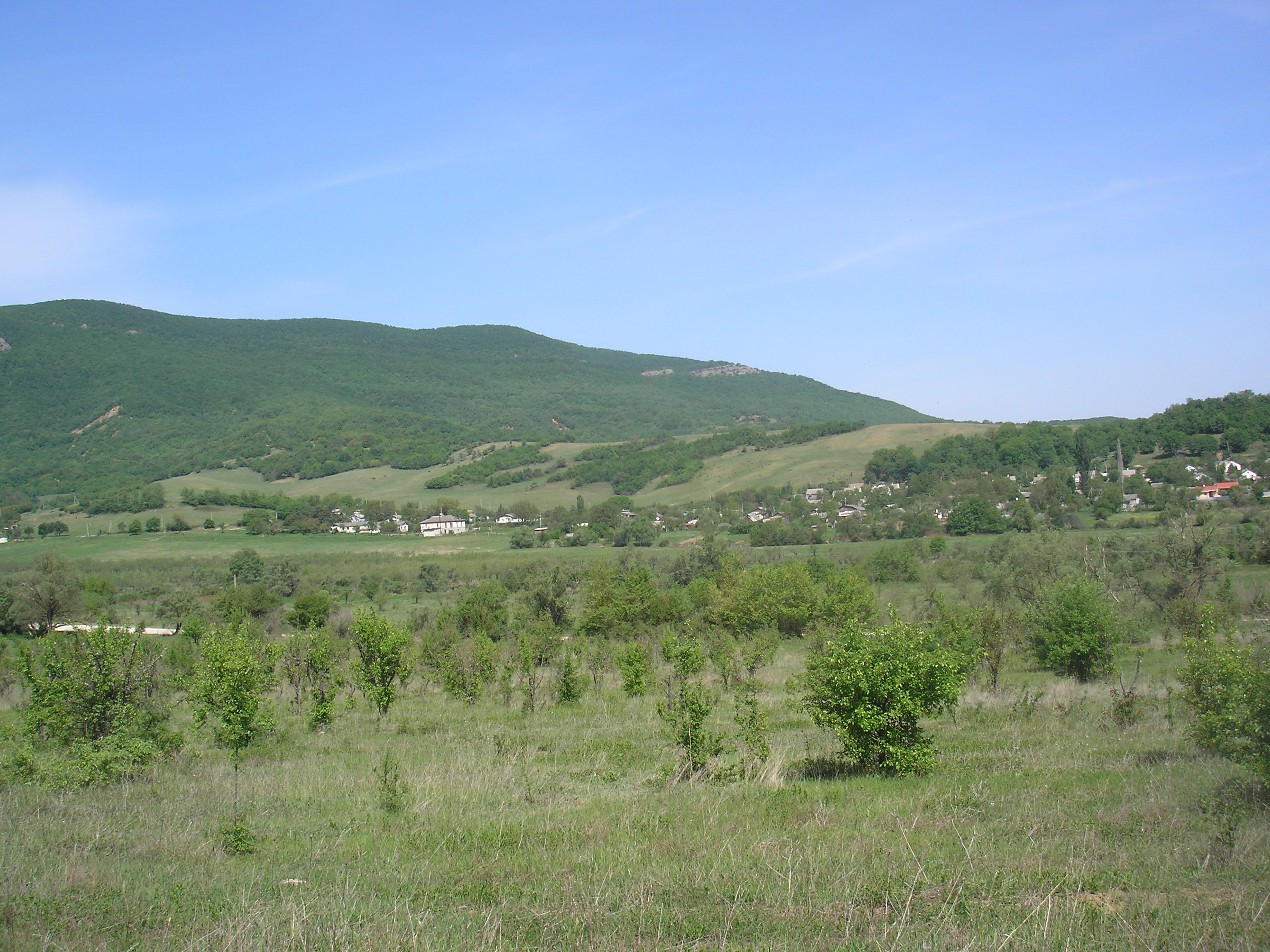

В 1944 году, после освобождения Крыма от фашистов, согласно Постановлению ГКО № 5859 от 11 мая 1944 года, 18 мая крымские татары были депортированы в Среднюю Азию. На май того года в селе учтено 556 жителей (344 семьи), из них 551 человек крымские татары и 5 русских; было принято на учёт 90 домов спецпереселенцев. 12 августа 1944 года было принято постановление № ГОКО-6372с «О переселении колхозников в районы Крыма», по которому в район из сёл УССР планировалось переселить 9000 колхозников и в сентябре 1944 года в район приехали первые новоселы (2349 семей) из различных областей Украины, а в начале 1950-х годов, также с Украины, последовала вторая волна переселенцев. С 25 июня 1946 года в составе Крымской области РСФСР. 21 августа 1945 года, согласно Указу Президиума Верховного Совета РСФСР село Янджо было переименовано в Путиловку, и соответственно Янджинский сельсовет — в Путиловский, позже присоединённый к Голубинскому. С 25 июня 1946 года Путиловка в составе Крымской области РСФСР, а 26 апреля 1954 года Крымская область была передана из состава РСФСР в состав УССР. Время упразднения сельсовета пока не установлено: на 15 июня 1960 года село числилось в составе Голубинского сельсовета.
Указом Президиума Верховного Совета УССР «Об укрупнении сельских районов Крымской области», от 30 декабря 1962 года Куйбышевский район был упразднён и село вновь присоединили к Бахчисарайскому. По данным переписи 1989 года в селе проживало 394 человека. С 12 февраля 1991 года село в восстановленной Крымской АССР, 26 февраля 1992 года переименованной в Автономную Республику Крым. С 21 марта 2014 года в составе Крыма аннексирована Россией.

## Известные люди
- Алядинов, Аблямит (род. 1933) — полный кавалер ордена Трудовой Славы[68].
- Бессонов, Иван Григорьевич (1923—1978) — участник Великой Отечественной войны 1941—1945 гг., полный кавалер ордена Славы. Проживал в селе последние годы жизни.
- Якуб Зекки — писатель и журналист